# 蘭達夫 (新罕布什爾州)
蘭達夫（英語：Landaff）是一個位於美國新罕布什爾州格拉夫頓縣的鎮。

## 人口
根據2020年美國人口普查的數據，蘭達夫的面積為73.75平方千米，當中陸地面積為73.40平方千米，而水域面積為0.35平方千米。當地共有人口446人，而人口密度為每平方千米6人。